# 전라남도의 국가등록문화유산
대한민국의 국가등록문화재 가운데 전라남도에 있는 국가등록문화재는 다음의 목록과 같다.
| 번호  | 사진 | 명칭                                                                            | 소재지                                                     | 관리자 (단체)                   | 지정일                                                                             | 참조 |
| 29호  |      | 구 호남은행 목포지점 (舊 湖南銀行 木浦支店)                                     | 전남 목포시 해안로249번길 34 (상락동1가)                   | 목포시                          | 2002년 5월 31일 지정                                                               |      |
| 30호  |      | 구 목포공립심상소학교 (舊 木浦公立尋常小學校)                                   | 전남 목포시 영산로10번길 10 (유달동)                       | 목포시                          | 2002년 5월 31일 지정                                                               |      |
| 31호  |      | 여수 구 청년회관 (麗水 舊 靑年會館)                                             | 전남 여수시 관문동 303                                     | 여수시                          | 2002년 5월 31일 지정                                                               |      |
| 32호  |      | 여수 구 애양원교회 (麗水 舊 愛養園敎會)                                         | 전남 여수시 율촌면 신풍리 18                               | 대한예수교장로회애양교회        | 2002년 5월 31일 지정                                                               |      |
| 33호  |      | 여수 애양병원 (麗水 愛養病院)                                                   | 전남 여수시 율촌면 신풍리 18                               | 사회복지법인 애양원             | 2002년 5월 31일 지정                                                               |      |
| 34호  |      | 구 나주경찰서 (舊 羅州警察署)                                                   | 전남 나주시 남고문로 65 (금성동)                           | 나주시                          | 2002년 5월 31일 지정                                                               |      |
| 43호  |      | 목포 구 청년회관 (木浦 舊 靑年會館)                                             | 전남 목포시 차범석길35번길 6-1 (남교동)                    | 목포시장                        | 2002년 9월 13일 지정                                                               |      |
| 44호  |      | 나주 노안성당 (羅州 老安聖堂)                                                   | 전남 나주시 노안면 이슬촌길 108 (양천리)                   | 나주시장                        | 2002년 9월 13일 지정                                                               |      |
| 62호  |      | 목포 정명여자중학교 구 선교사 사택 (木浦 貞明女子中學校 舊 宣敎師 舍宅)         | 전남 목포시 삼일로 45 (양동)                               | 학교법인 호남기독학원           | 2003년 6월 30일 지정                                                               |      |
| 63호  |      | 함평 구 학다리역 급수탑 (咸平 舊 鶴다리驛 給水塔)                               | 전남 함평군 학교면 학다리길 279 (학교리)                   | 한국철도공사                    | 2003년 6월 30일 지정                                                               |      |
| 66호  |      | 고흥 구 소록도갱생원 검시실 (高興 舊 小鹿島更生院 檢屍室)                       | 전남 고흥군                                                | 국립소록도병원장                | 2004년 2월 6일 지정                                                                |      |
| 67호  |      | 고흥 구 소록도갱생원 감금실 (高興 舊 小鹿島更生院 監禁室)                       | 전남 고흥군 도양읍 소록리 221 외                           | 국립소록도병원장                | 2004년 2월 6일 지정                                                                |      |
| 68호  |      | 고흥 구 소록도갱생원 사무본관과 강당 (高興 舊 小鹿島更生院 事務本館과 講堂)     | 전남 고흥군 도양읍 남관사길 14, 외 4필지 (소록리)          | 국립소록도병원장                | 2004년 2월 6일 지정                                                                |      |
| 69호  |      | 고흥 구 소록도갱생원 만령당 (高興 舊 小鹿島更生院 萬靈堂)                       | 전남 고흥군 도양읍 신생리길 58-11 (소록리)                 | 국립소록도병원장                | 2004년 2월 6일 지정                                                                |      |
| 70호  |      | 고흥 구 소록도갱생원 식량창고 (高興 舊 小鹿島更生院 食糧倉庫)                   | 전남 고흥군 도양읍 소록리 산 165                           | 국립소록도병원장                | 2004년 2월 6일 지정                                                                |      |
| 71호  |      | 고흥 구 소록도갱생원 신사 (高興 舊 小鹿島更生院 神社)                           | 전남 고흥군 도양읍 소록리 산 31                            | 국립소록도병원장                | 2004년 2월 6일 지정                                                                |      |
| 72호  |      | 고흥 구 소록도갱생원 등대 (高興 舊 小鹿島更生院 燈臺)                           | 전남 고흥군 도양읍 소록리 산 178-2                         | 여수지방해양수산청장            | 2004년 2월 6일 지정                                                                |      |
| 73호  |      | 고흥 소록도 구 녹산초등학교 교사 (高興 小鹿島 舊 鹿山初等學校 敎舍)             | 전남 고흥군 도양읍 양지회관길 35-6, 외 1필지 (소록리)      | 국립소록도병원장                | 2004년 2월 6일 지정                                                                |      |
| 74호  |      | 고흥 소록도 구 성실중고등성경학교 교사 (高興 小鹿島 舊 誠實中高等聖經學校 校舍) | 전남 고흥군 도양읍 소록리 산 150 외                        | 국립소록도병원장                | 2004년 2월 6일 지정                                                                |      |
| 75호  |      | 고흥 구 소록도갱생원 원장 관사 (高興 舊 小鹿島更生院 院長 官舍)                 | 전남 고흥군 도양읍 남관사길 23-8, 외 1필지 (소록리)        | 국립소록도병원장                | 2004년 2월 6일 지정                                                                |      |
| 114호 |      | 목포 양동교회 (木浦 陽洞敎會)                                                   | 전남 목포시 호남로 15 (양동)                               |                                 | 2004년 12월 31일 지정                                                              |      |
| 115호 |      | 여수 장천교회 (麗水 長川敎會)                                                   | 전남 여수시 율촌면 동산개길 42 (조화리)                    | 장천교회                        | 2004년 12월 31일 지정                                                              |      |
| 116호 |      | 여수 마래 제2터널 (麗水 馬來 第二터널)                                          | 전남 여수시 덕충동 산7-3 외                                | 여수시                          | 2004년 12월 31일 지정                                                              |      |
| 117호 |      | 구 함평성당 (舊 咸平聖堂)                                                       | 전남 함평군 함평읍 남일길 21 (내교리)                      | .                               | 2004년 12월 31일 지정                                                              |      |
| 118호 |      | 함평 월호리 일본식 가옥과 창고 (咸平 月湖里 日本式 家屋과 倉庫)                 | 전남 함평군 학교면 중천포로 634, 외 2필지 (월호리)         | .                               | 2004년 12월 31일 지정                                                              |      |
| 119호 |      | 영광 법성리 일본식 여관 (靈光 法聖里 日本式旅館)                                | 전남 영광군 법성면 진굴비길 82-6 (법성리)                  | .                               | 2004년 12월 31일 지정                                                              |      |
| 120호 |      | 구례읍사무소 (求禮邑事務所)                                                     | 전남 구례군 구례읍 봉성산길 12 (봉동리)                    |                                 | 2004년 12월 31일 지정                                                              |      |
| 121호 |      | 구례 구 방광국민학교 교사 (求禮 舊 放光國民學校 校舍)                           | 전남 구례군 광의면 매천로 244 (수월리)                     | .                               | 2004년 12월 31일 지정                                                              |      |
| 122호 |      | 구 곡성역사 (舊 谷城驛舍)                                                       | 전남 곡성군 오곡면 기차마을로 232 (오지리)                 | .                               | 2004년 12월 31일 지정                                                              |      |
| 123호 |      | 순천 매산중학교 매산관 (順川 梅山中學校 梅山館)                                 | 전남 순천시 매산길 23 (매곡동)                             |                                 | 2004년 12월 31일 지정                                                              |      |
| 124호 |      | 구 순천선교부 외국인 어린이학교 (舊 順川宣敎部 外國人 어린이學校)               | 전남 순천시 매산길 53 (매곡동)                             |                                 | 2004년 12월 31일 지정                                                              |      |
| 125호 |      | 순천 구 선교사 코잇 가옥 (順川 舊 宣敎師 코잇 家屋)                             | 전남 순천시 매산길 53 (매곡동)                             | .                               | 2004년 12월 31일 지정, 2005년 12월 27일 해제, 전라남도 문화재자료 제259호로 재지정 |      |
| 126호 |      | 순천 구 선교사 프레스턴 가옥 (順川 舊 宣敎師 프레스턴 家屋)                     | 전남 순천시 매산길 43 (매곡동)                             |                                 | 2004년 12월 31일 지정                                                              |      |
| 127호 |      | 순천 구 남장로교회 조지와츠 기념관 (順川 舊 南長老敎會 조지와츠 記念館)         | 전남 순천시 매산길 11 (매곡동)                             | .                               | 2004년 12월 31일 지정                                                              |      |
| 128호 |      | 순천 구 원창역사 (順川 舊 元倉驛舍)                                             | 전남 순천시 별량면 동송리 559                              | 순천시                          | 2004년 12월 31일 지정                                                              |      |
| 129호 |      | 나주 영산포 자기수위표 (羅州 榮山浦 自記水位標)                                 | 전남 나주시 이창동 280-1                                   | .                               | 2004년 12월 31일 지정                                                              |      |
| 130호 |      | 장흥 예양리 일본식 가옥 (長興 汭陽里 日本式 家屋)                               | 전남 장흥군 장흥읍 예양2길 36-7 (예양리)                   | .                               | 2004년 12월 31일 지정                                                              |      |
| 131호 |      | 장흥 기양리 일본식 가옥 (長興 岐陽里 日本式 家屋)                               | 전남 장흥군 장흥읍 기양안길 7 (기양리)                     | .                               | 2004년 12월 31일 지정                                                              |      |
| 132호 |      | 구 보성여관 (舊 寶城旅館)                                                       | 전남 보성군 벌교읍 태백산맥길 19 (벌교리)                  | 문화유산국민신탁                | 2004년 12월 31일 지정                                                              |      |
| 170호 |      | 구 제일은행 여수지점 (舊 第一銀行 麗水支店)                                     | 전남 여수시 통제영5길 7 (중앙동)                           | (주)한국스탠다드차타드은행      | 2005년 4월 15일 지정                                                               |      |
| 222호 |      | 곡성 구 삼기면사무소 (谷城 舊 三岐面事務所)                                     | 전남 곡성군 삼기면 원등1길 63 (원등리)                     | .                               | 2005년 12월 9일 지정                                                               |      |
| 223호 |      | 광양 서울대학교 남부연습림 관사 (光陽 서울大學校 南部演習林 官舍)               | 전남 광양시 광양읍 매천로 797 (칠성리)                     | 서울대학교                      | 2005년 12월 9일 지정                                                               |      |
| 224호 |      | 순천 별량농협 창고 (順川 別良農協 倉庫)                                         | 전남 순천시 별량면 별량길 99 (봉림리)                      | .                               | 2005년 12월 9일 지정                                                               |      |
| 225호 |      | 순천 옥천동 일본식 가옥 (順川 玉川洞 日本式 家屋)                               | 전남 순천시 옥천1길 7 (옥천동)                             | .                               | 2005년 12월 9일 지정                                                               |      |
| 226호 |      | 보성 구 벌교금융조합 (寶城 舊 筏橋金融組合)                                     | 전남 보성군 벌교읍 태백산맥길 39-1 (벌교리)                | .                               | 2005년 12월 9일 지정                                                               |      |
| 227호 |      | 고흥 구 풍양금융조합 (高興 舊 豊壤金融組合)                                     | 전남 고흥군 풍양면 천마로 1473 (풍남리)                    | .                               | 2005년 12월 9일 지정                                                               |      |
| 228호 |      | 곡성 단군전 (谷城 檀君殿)                                                       | 전남 곡성군 곡성읍 영운1길 33 (학정리)                     |                                 | 2005년 12월 9일 지정                                                               |      |
| 236호 |      | 고흥 구 녹동우편소 (高興 舊 鹿洞郵便所)                                         | 전남 고흥군 도양읍 녹동쌍충길 7-4 (봉암리)                 |                                 | 2006년 3월 2일 지정                                                                |      |
| 239호 |      | 구 목포사범학교 본관 (舊 木浦師範學校 本館)                                     | 전남 목포시 송림로41번길 11 (용해동)                       |                                 | 2006년 3월 2일 지정                                                                |      |
| 264호 |      | 강진 한골목 옛 담장 (康津 한골목 옛 담牆)                                       | 전남 강진군 병영면 지로리 291-1 등                         | .                               | 2006년 6월 19일 지정                                                               |      |
| 265호 |      | 담양 삼지천마을 옛 담장 (潭陽 三支川마을 옛 담牆)                               | 전남 담양군 창평면 삼천리 82-1 등                          | .                               | 2006년 6월 19일 지정                                                               |      |
| 274호 |      | 화순 오지호 생가 (和順 吳之湖 生家)                                             | 전남 화순군 동복면 독상리 277-1(안채, 사랑채), 277-2(화실) | .                               | 2006년 9월 19일 지정                                                               |      |
| 275호 |      | 화순농협 동부지점 (和順農協 東部支店)                                           | 전남 화순군 화순읍 동헌길 21-3 (훈리)                      | 화순농협 협동조합               | 2006년 9월 19일 지정                                                               |      |
| 279호 |      | 완도 청산도 상서마을 옛 담장 (莞島 靑山島 祥瑞마을 옛 담牆)                     | 전남 완도군 청산면 상동길 76-3, 등 (상동리)                | 완도군                          | 2006년 12월 4일 지정                                                               |      |
| 282호 |      | 신안 흑산도 사리마을 옛 담장 (新安 黑山島 沙里마을 옛 담牆)                     | 전남 신안군 흑산면 사리 13 등                              | 신안군                          | 2006년 12월 4일 지정                                                               |      |
| 283호 |      | 신안 비금도 내촌마을 옛 담장 (新安 飛禽島 內村마을 옛 담牆)                     | 전남 신안군 비금면 내월리 679-1 등                         | 신안군                          | 2006년 12월 4일 지정                                                               |      |
| 299호 |      | 나주 구 남평역 (羅州 舊 南平驛)                                                 | 전남 나주시 남평읍 동촌로 313, 외 (광촌리)                 | .                               | 2006년 12월 4일 지정                                                               |      |
| 301호 |      | 여수 구 율촌역 (麗水 舊 栗村驛)                                                 | 전남 여수시 율촌면 당머리길 18, 외 (조화리)                | 한국철도공사, 국토교통부        | 2006년 12월 4일 지정                                                               |      |
| 340호 |      | 구 동본원사 목포별원 (舊 東本願寺 木浦別院)                                     | 전남 목포시 영산로75번길 5 (무안동)                        | .                               | 2007년 7월 3일 지정                                                                |      |
| 341호 |      | 윤동주 유고 보존 정병욱 가옥 (尹東柱 遺稿 保存 鄭炳昱 家屋)                     | 전남 광양시 진월면 망덕길 249 (망덕리)                     |                                 | 2007년 7월 3일 지정                                                                |      |
| 360호 |      | 신안 증도 태평염전 (新安 曾島 太平鹽田)                                         | 전남 신안군 증도면 증동리 1931 외                          | 신안군                          | 2007년 11월 22일 지정                                                              |      |
| 361호 |      | 신안 증도 석조소금창고 (新安 曾島 石造 소금倉庫)                                | 전남 신안군 증도면 지도증도로 1058(대초리 1648-21)         | 신안군                          | 2007년 11월 22일 지정                                                              |      |
| 362호 |      | 신안 비금도 대동염전 (新安 飛禽島 大同鹽田)                                     | 전남 신안군 비금면 가산리 213-35 외                        | 신안군                          | 2007년 11월 22일 지정                                                              |      |
| 367호 |      | 여수 사도·추도마을 옛 담장 (麗水 沙島·秋島마을 옛 담牆)                         | 전남 여수시 화정면 낭도리 180 외                           | 여수시                          | 2007년 11월 30일 지정                                                              |      |
| 368호 |      | 영암 죽정마을 옛 담장 (靈巖 竹亭마을 옛 담牆)                                   | 전남 영암군 군서면 도갑리 188-6 외                         | 영암군                          | 2007년 11월 30일 지정                                                              |      |
| 379호 |      | 해남 구 목포구(木浦口) 등대 (海南 舊 木浦口 燈臺)                               | 전남 해남군 화원면 매봉길 582, , 산6-1 (매월리)            |                                 | 2008년 7월 14일 지정                                                               |      |
| 380호 |      | 신안 소흑산도 등대 (新安 小黑山島 燈臺)                                         | 전남 신안군 흑산면 가거도리 산9-2, 산4                     | .                               | 2008년 7월 14일 지정                                                               |      |
| 444호 |      | 구 광양군청 (舊 光陽郡廳)                                                       | 전남 광양시 광양읍 매천로 829 (읍내리)                     | 광양시장                        | 2009년 10월 12일 지정                                                              |      |
| 469호 |      | 고흥 순천교도소 구 소록도지소 여사동                                            | 전남 고흥군                                                | 법무부장관                      | 2010년 8월 24일 지정                                                               |      |
| 481호 |      | 영광 원불교 영산대각전                                                          | 전남 영광군 백수읍 길용리 3번지                            | .                               | 2011년 10월 19일 지정                                                              |      |
| 513호 |      | 목포 천주교 구 교구청 (木浦 天主敎 舊 敎區廳)                                   | 전남 목포시 산정동 74-1                                    | 재단법인 광주구천주교회유지재단 | 2012년 10월 17일 지정                                                              |      |
| 588호 |      | 구 목포부청 서고 및 방공호                                                      | 전남 목포시 대의동2가 1-5                                  | 목포시                          | 2014년 4월 29일 지정                                                               |      |
| 633호 |      | 순천 송광사 송광사사료집성 (松廣寺史料集成)                                     | 전남 순천시 송광 면 송광사안길 100                         | 송광사                          | 2014년 10월 29일 지정                                                              |      |
| 634호 |      | 조계산 송광사사고 (曹溪山 松廣寺史庫)                                           | 전남 순천시 송광면 송광사안길 100                          | 송광사                          | 2014년 10월 29일 지정                                                              |      |
| 640호 |      | 목포 문태고등학교 본관                                                          | 전남 목포시 용당동 183                                     | 학교법인 문태학원               | 2014년 10월 30일 지정                                                              |      |
| 659호 |      | 고흥 소록도 병사성당                                                            | 전남 고흥군 도양읍 소록해안길 65                           | 국립소록도병원                  | 2016년 6월 14일 지정                                                               |      |
| 660호 |      | 고흥 소록도 마리안느와 마가렛 사택                                              | 전남 고흥군 도양읍 소록해안길 65                           | 국립소록도병원                  | 2016년 6월 14일 지정                                                               |      |
| 663호 |      | 고흥 소록도 한센인 생활 유품                                                    | 전남 고흥군                                                | 국립소록도병원                  | 2016년 8월 22일 지정                                                               |      |
| 678호 |      | 영광 창녕조씨 관해공 가옥                                                       | 전남 영광군 영광읍 백학리 20-1번지                         | 조ㅇㅇ 외 2인                   | 2017년 4월 20일 지정                                                               |      |
| 696호 |      | 목포 정광정혜원                                                                 | 전남 목포시 노적봉길 26                                    | 대한불교조계종 정광정혜원       | 2018년 8월 8일 지정예고, 2017년 10월 23일 지정                                     | ,    |
| 699호 |      | 보성 안규홍·박제현 가옥                                                         | 전남 보성군 문덕면 범화길 113-1                            | 조ㅇㅇ                          | 2017년 12월 5일 지정                                                               | ,    |
| 700호 |      | 곡성 성륜사 안심당·육화당                                                       | 전남 곡성군 옥과면 미술관로 28                             | 재단법인 성륜불교문화재단       | 2017년 12월 5일 지정                                                               | ,    |
| 707호 |      | 조선내화주식회사 구 목포공장                                                    | 전남 목포시 온금동 122-6번지 외                            | 조선내화(주)                    | 2017년 12월 5일 지정                                                               | ,    |